# Pseudaelurus
Pseudaelurus és un fèlid prehistòric que visqué a Europa, Àsia i Nord-amèrica durant el Miocè, entre fa aproximadament 20 i 8 milions d'anys. És un avantpassat dels felins i panterins actuals, a més dels extints maquerodontins, i és el successor de Proailurus. S'originà a Euràsia i fou el primer fèlid a arribar a Nord-amèrica, entrant al continent fa uns 18,5 milions d'anys i posant fi a un «buit de fèlids» de 7 milions d'anys. Les proporcions esveltes de l'animal, juntament amb les seves potes curtes semblants a les dels vivèrrids, suggereixen que podria haver estat capaç de grimpar als arbres amb agilitat.